# Borneodwergolifant
De Borneodwergolifant (Elephas maximus borneensis) is een ondersoort van de Aziatische olifant die op Borneo voorkomt en die in september 2003 is onderscheiden dankzij DNA-technieken. Hoewel ze al eerder bekend waren, dacht men eerder dat ze geïntroduceerd waren.

## Beschrijving
De dieren splitsten zich volgens DNA-analyses circa 300.000 jaar geleden af van de vorm op het vasteland. Zo'n 18.000 jaar geleden zouden ze geïsoleerd geraakt zijn toen de landbruggen tussen Borneo en het vasteland verdwenen. Een andere hypothese stelt dat de ondersoort afstamt van een populatie olifanten die oorspronkelijk elders leefde. Dit wordt gestaafd door archeologisch-geschiedkundig onderzoek. De oude hypothese stelde dat de Oost-Indische Compagnie in 1750 olifanten schonk aan de sultan van Sulu, al was de oorsprong van die olifanten onzeker: Maleisië, India en Sumatra waren kandidaten, wat zou betekenen dat de Borneose olifant recent afstamt van een andere soort, wat wordt tegengesproken door DNA-onderzoek. Het archeologisch-geschiedkundig onderzoek stelt dan weer dat een sultan van het eiland Java enkele olifanten van dit eiland aan de sultan van Sulu zou hebben geschonken. Het zou dan gaan om de nu uitgestorven Javaanse ondersoort Elephas maximus sondaicus. Om nog onduidelijke redenen werden olifanten van Sulu naar Borneo overgebracht. Toen de olifanten op Java in de 18de eeuw uitstierven toen het eiland door de Nederlanders gekoloniseerd werd, bleef deze unieke ondersoort dankzij de populatie op Borneo bestaan. Meer onderzoek is echter nodig om deze hypothese te staven.

## Kenmerken
Door hun isolatie van de andere ondersoorten konden ze kenmerken ontwikkelen die andere Aziatische olifanten niet hebben. Zo zijn ze kleiner, hebben ze grotere oren, een langere staart en rechtere slagtanden. Ook zou hun karakter milder zijn dan dat van de olifanten van het vasteland.
De ondersoort wordt bedreigd door het verlies van zijn habitat, voornamelijk om plaats te ruimen voor palmolieplantages.